# Crystal Defenders
Crystal Defenders (в пер. з англ. — «Захисники кристалів») — відеогра в жанрі «захисту вежі», розроблена в 2008 році компанією Square Enix. Вперше була видана в Японії під назвою Crystal Guardians (яп. クリスタル ガーディアンズ, Курісутару Гадіандзу), 28 січня 2008 року стала доступною для завантаження в мобільні телефони. Пізніше була адаптована для скачування через сервіси iPhone OS, WiiWare, Xbox Live Arcade та PlayStation Network (вже з назвою Crystal Defenders).
Сетинг гри заснований на випущеній раніше Final Fantasy Tactics A2: Grimoire of the Rift, яка, у свою чергу, є відгалуженням Final Fantasy Tactics. Ігровий процес полягає в стратегічному розміщенні доступних гравцеві юнітов з метою утримання атакуючих лабіринт монстрів. Монстри намагаються вкрасти охоронювані персонажами кристали, і завданням гравця є забезпечення їх збереження. Кожен персонаж володіє унікальними здібностями, може бути ефективним проти одного типу ворогів і абсолютно марним проти іншого.
Сама по собі серія Crystal Defenders складається з декількох окремих частин, три з яких були випущені в Японії під назвами W1, W2 та W3. Пізніше дві перші частини випустили для iPod Classic/Nano у вигляді двох різних ігор (W1 та W2), через деякий час відбувся реліз для iPhone OS, в який були включені всі три частини. Потім версію для iPhone OS портували під приставки PlayStation 3 та Xbox 360. У жовтні 2009 року з'явилася версія для PlayStation Portable, яка точно так само є портом з iPhone OS. Версія для WiiWare була видана в двох епізодах R1 та R2.
Існує сіквел гри під назвою Crystal Defenders: Vanguard Storm, випущений в травні 2009 року для iPhone OS. Це покрокова стратегія, в якій гравець управляє юнітами, розташованими з правого боку екрану, в той час як монстри наступають ліворуч. Дизайн цієї гри теж запозичений з Final Fantasy Tactics A2: Grimoire of the Rift.